# William Godfrey

Godfreys Kardinalwappen

William Kardinal Godfrey (* 25. September 1889 in Liverpool, Vereinigtes Königreich; † 22. Januar 1963 in London) war Erzbischof von Westminster.

## Leben
William Godfrey war Seminarist am Päpstlichen Englischen Kolleg in Rom und empfing am 28. Oktober 1916 die Priesterweihe. Am 21. November 1938 ernannte ihn Papst Pius XII. zum Titularerzbischof von Cius und zum Apostolischen Delegaten in Großbritannien. Die Bischofsweihe spendete ihm Raffaele Carlo Kardinal Rossi am 21. Dezember desselben Jahres; Mitkonsekratoren waren Luigi Traglia, Vizegerent im Bistum Rom, und Ralph Leo Hayes, Rektor des Päpstlichen Nordamerika-Kollegs. 1943 wurde er Chargé d’affaires der polnischen Exilregierung in England. Von 1953 bis 1956 war er Erzbischof von Liverpool und von 1956 bis 1963 Erzbischof von Westminster. Papst Johannes XXIII. nahm ihn im Jahre 1958 als Kardinalpriester mit der Titelkirche Santi Nereo ed Achilleo in das Kardinalskollegium auf.
Godfrey nahm an der ersten Sitzung des Zweiten Vatikanischen Konzils teil. Dort beteiligte er sich insbesondere an den Debatten über das Schema, aus dem die Konstitution über die heilige Liturgie Sacrosanctum Concilium hervorging, Er gehörte dabei zu einer kleinen Gruppe, „die fast systematisch jede wichtige Reform zurückwies“. Er warb dafür, daran festzuhalten, dass angehende Priester sich solide Kenntnisse des Lateinischen aneignen.